# Dzisiaj jest mojej córki wesele
Dzisiaj jest mojej córki wesele – czwarty singel promujący album Prosto zespołu Kult. Został wydany 31 sierpnia 2015 przez S.P. Records. Piosenka zadebiutowała na 5. miejscu Listy Przebojów Trójki. Na singlowej płycie znajduje się utwór „Dzisiaj jest mojej córki wesele” w różnych propozycjach interpretacyjnych muzyków Kultu, jak i zaproszonych artystów.

## Lista utworów
1. „Dzisiaj jest mojej córki wesele” – wersja singlowa
2. „Dzisiaj jest mojej córki wesele” – wersja Wojtka, Jeżyka, Morwy i Goehsa
3. „Dzisiaj jest mojej córki wesele” – wersja Glaza
4. „Dzisiaj jest mojej córki wesele” – wersja Grudy
5. „Dzisiaj jest mojej córki wesele” – wersja Jarka & Vespy
6. „Dzisiaj jest mojej córki wesele” – wersja Zdunka
7. „Dzisiaj jest mojej córki wesele” – wersja instrumentalna

## Notowania
| Lista                  | Pozycja |
| ---------------------- | ------- |
| Lista Przebojów Trójki | 5       |